# HD16727
HD16727 — хімічно пекулярна зоря спектрального класу B7, що має видиму зоряну величину в смузі V приблизно 5,8.
Вона  розташована на відстані близько 420,3 світлових років від Сонця.

## Пекулярний хімічний вміст
Зоряна атмосфера GSC3704-1333 має підвищений вміст 
Hg й відповідно належить до підкласу HgMn зір.